# میتیا شفر
میتیا شفر (انگلیسی: Mitja Schäfer؛ زادهٔ ۲۷ فوریهٔ ۱۹۸۰) بازیکن فوتبال اهل آلمان است.
از باشگاه‌هایی که در آن بازی کرده‌است می‌توان به باشگاه فوتبال کلن، باشگاه فوتبال روت وایس اهلن، باشگاه فوتبال اس‌سی فورتونا کلن، باشگاه فوتبال روت‌وایس اسن، و باشگاه فوتبال ارتسگبیرگ آئو اشاره کرد.